# Diocesi di Tasaccora
La diocesi di Tasaccora (in latino: Dioecesis Tasaccorensis) è una sede soppressa e sede titolare della Chiesa cattolica.

## Storia
Tasaccora, identificabile con Sigi nell'odierna Algeria, è un'antica sede episcopale della provincia romana della Mauritania Cesariense.
Unico vescovo conosciuto di questa diocesi africana è Pecuario, il cui nome appare al 108º posto nella lista dei vescovi della Mauritania Cesariense convocati a Cartagine dal re vandalo Unerico nel 484; Pecuario era già deceduto all'epoca della redazione di questa lista.
Dal XX secolo Tasaccora è annoverata tra le sedi vescovili titolari della Chiesa cattolica; dal 5 dicembre 2016 il vescovo titolare è Adam John Parker, vescovo ausiliare di Baltimora.

## Cronotassi

### Vescovi residenti
- Pecuario † (prima del 484)

### Vescovi titolari
- Francis Patrick Carroll † (12 giugno 1967 - 24 febbraio 1968 succeduto vescovo di Wagga Wagga)
- Benigno Chiriboga, S.I. † (3 dicembre 1968 - 29 novembre 1970 dimesso)
- Bernhard Huhn † (13 novembre 1971 - 14 settembre 2007 deceduto)
- Basilio Athai (28 giugno 2008 - 24 giugno 2016 nominato arcivescovo di Taunggyi)
- Adam John Parker, dal 5 dicembre 2016